# Paul Dufrane
Paul Dufrane (Sint-Gillis, 15 maart 1922 – 1999) was een Belgisch surrealistisch kunstschilder, tekenaar en collagist.
Opleiding aan Sint-Lucas en aan de Academie te Brussel o.l.v. L. Devos en Anto Carte (1940-1944).
Debuteerde non-figuratief, ging weldra aanleunen bij het surrealisme en evolueerde naar figuratie. Zijn composities ademen nu eens symboliek, dan weer poëzie of erotiek.
Als artiest is hij een goed voorbeeld van de "fantasmagie". Dit is een pseudo-surrealistische stroming die zich aan de rand van het surrealisme in 1958 in België ontwikkeld heeft en ook wel de “fantastische” stroming genoemd wordt.
In dit kader werd zijn werk ook in 1959 en 1962 besproken in het Franstalige tijdschrift Fantasmagie.
Later was hij ook lid van de kunstenaarsgroep Coll’Art, die verschillende collagemakers verenigde. Tussen 1971 en 1973 organiseerden ze verschillende tentoonstellingen in Oostende, Brussel, Verviers en Gent.

## Werken
Paul Dufrane maakte onder andere de volgende werken:
- De Emmaüsgangers, olieverf op paneel, 1945
- La Libération, 1945
- La Mouche, ets, 1960
- Volcanisme, olieverf op doek, 1962
- La divinité perdue, 1962
- Le Mage, 1963
- Bottom, 1964
- Tête de Cheval, grattage, 1964
- Fantastique, illustratie in het tijdschrift Polynuclées, 1966[5]
- L'atelier, Chinese inkt en aquarel op papier, 1967
- Nu II, potlood, 1969
- Matin, gemengde techniek op papier, 1969
- La digue, 1971
- La Sorcière Masquée, kleurpotlood, Oost-Indische inkt en aquarel, 1971
- Les deux lumières de l'oeuf à la coque masquée et le pierrot triste à la fenêtre imaginaire, kleurpotlood, Oost-Indische inkt en aquarel, 1971
- L'île Dessein, olieverf op doek, 1972
- La Fuite, aquarel en houtskool, 1994
- La Momie, aquarel en houtskool, 1995
- Argein - Ariège, gemengde techniek op papier, geen jaar
- La vase blue, olieverf op paneel, geen jaar

## Tentoonstellingen
- 1960 - Galerie La Maison des Architects, 3 peintres surrealistes exposent : Marcel Delmotte, Michael Dore, Paul Dufrane[6]
- 1962 - Galerie au Cheval de Verre, Paul Dufrane : univers inconnus[7]
- 2013 - Museumstraat 25, samen met Carlo Deroover en Albert Szukalski[8]